# Flamberg
Flamberg (nemško Flammenschwert, dobesedno »ognjeni meč«) je dvoročni meč z dolgim in valovitim (plamenastim) rezilom. Pojavil se je v 15. stoletju in je prvotno označeval vse meče z valovitim rezilom. Popularni so bili v nemških deželah, predvsem pri najemniških vojakih, imenovanih Landsknehti. Landsknehti, ki so tvorili prve bojne vrste in so bili pomembni za preboj sovražnih obrambnih linij, so se imenovali Doppelsöldnerji (dobesedno »dvojni plačanci«), ki so dobivali dvojno plačilo zaradi izpostavljanja večji nevarnosti v boju. Doppelsöldnerji, oboroženi s slavnimi Zweihänderji, dvoročnimi meči, med katere lahko prištevamo tudi flamberg, so lahko razdrli sprednje vrste, oborožene s kopji, in povzročili zmedo v sovražni vojski.
Pri mečevanju je imela valovita oblika deloma psihološki učinek na nasprotnika, deloma pa je pri dvoboju oteževala mečevanje nasprotniku zaradi zatikanja rezila v vdolbine in povzročanja neprijetnih tresljajev oz. vibracij. Valovito rezilo naj bi v večji meri povzročalo smrtonosne rane, kar je sicer pogosta zmota.
Pozneje, proti koncu 16. stoletja, je izraz označeval rapirje s preprostejšim križnim ščitnikom, ki so imeli ožje in lažje rezilo. Taki rapirji so bili vmesna stopnja v razvoju lahkih enoročnih mečev.
V prostozidarstvu flamberg oz. meč z valovitim rezilom predstavlja ognjeni meč v Genezi, katerega je Bog postavil na vhod v edenski vrt, da bi varoval drevo življenja.